# Heinrich-Suso-Gymnasium Konstanz
Das Heinrich-Suso-Gymnasium ist ein humanistisches Gymnasium in Konstanz, im Stadtteil Petershausen.

## Unterrichtsangebot

### Fremdsprachenfolge
- Ab der 5. Klasse: Latein und Englisch
- Profilfach ab der 8. Klasse: Altgriechisch oder Französisch oder NwT (Naturwissenschaft & Technik)
- Ab der 10. Klasse: Zusätzlich freiwillig Spanisch oder Informatik

### Hochbegabtenzug
Seit 2009 gibt es einen Hochbegabtenzug (HBZ). Leistungsstarke und leistungsfähige Schüler mit einem IQ von mindestens 120 werden gefördert. Das Einzugsgebiet umfasst den Landkreis Konstanz und den Bodenseekreis. Mindestens 16 Schüler sind erforderlich, um eine Eingangsklasse zu bilden. Zwei Wochenstunden dienen dem enrichment. Die Hochbegabtenklassen haben eine zusätzliche Projektwoche.

## Geschichte

### 18. und 19. Jahrhundert
Das Gymnasium wurde im Jahr 1604 als Jesuiten-Lyzeum gegründet und im selben Jahr durch Papst Clemens VIII. approbiert. Teilweise diente es als Vorstufe zur Universität. Ab 1774 hieß es Collegium Josephinum, 1948 wurde es nach dem bedeutenden, aus Konstanz stammenden Mystiker Heinrich (von) Suso bzw. Heinrich Seuse benannt.
Am 16. Januar 1604 erfolgte die formale Gründung mit der Anerkennung durch Papst Clemens VIII. Der Schulbetrieb startete mit 250 Schülern. Am 17. Oktober 1607 traten 450 Schüler in das von Jesuiten geführte Lyceum ein. Nach der Verlegung der Universität Freiburg im Breisgau nach Konstanz (1686–1698) gab es Konflikte um die Lehrkanzeln für Philosophie, Kirchenrecht und Kontroverstheologie. Am 9. November 1773 kam es zur Auflösung des Jesuitenordens durch Papst Clemens XIV. (auf Druck der Könige von Frankreich, Spanien und Portugal). Die Einrichtungen der Schule blieben unangetastet und wurden zum Teil sogar der Schule übertragen. 1774 besuchten nur mehr 81 Schüler die Schule. Das Lyzeum wurde als „Collegium Josephinum“ staatlich-österreichische Schule und 1784 Gymnasium.
Nach der Besetzung der Stadt durch französische Truppen im Jahre 1797 fand eine Erweiterung des Gymnasiums zur Vorschule der Universität statt und 6 neue Fächer (Poetik, Rhetorik, Syntax, Grammatik und Rudimente I, II) kamen auf den Lehrplan. Im Jahre 1800 fanden Theologie-Abschlüsse trotz andauerndem Krieg statt, es war ein beliebter, neutraler Studienplatz zwischen Österreichs und Frankreichs Einfluss. Im Jahre 1823 konnte man wieder 309 Schüler verzeichnen, das Schulgeld betrug ab 1828 14 Gulden jährlich.

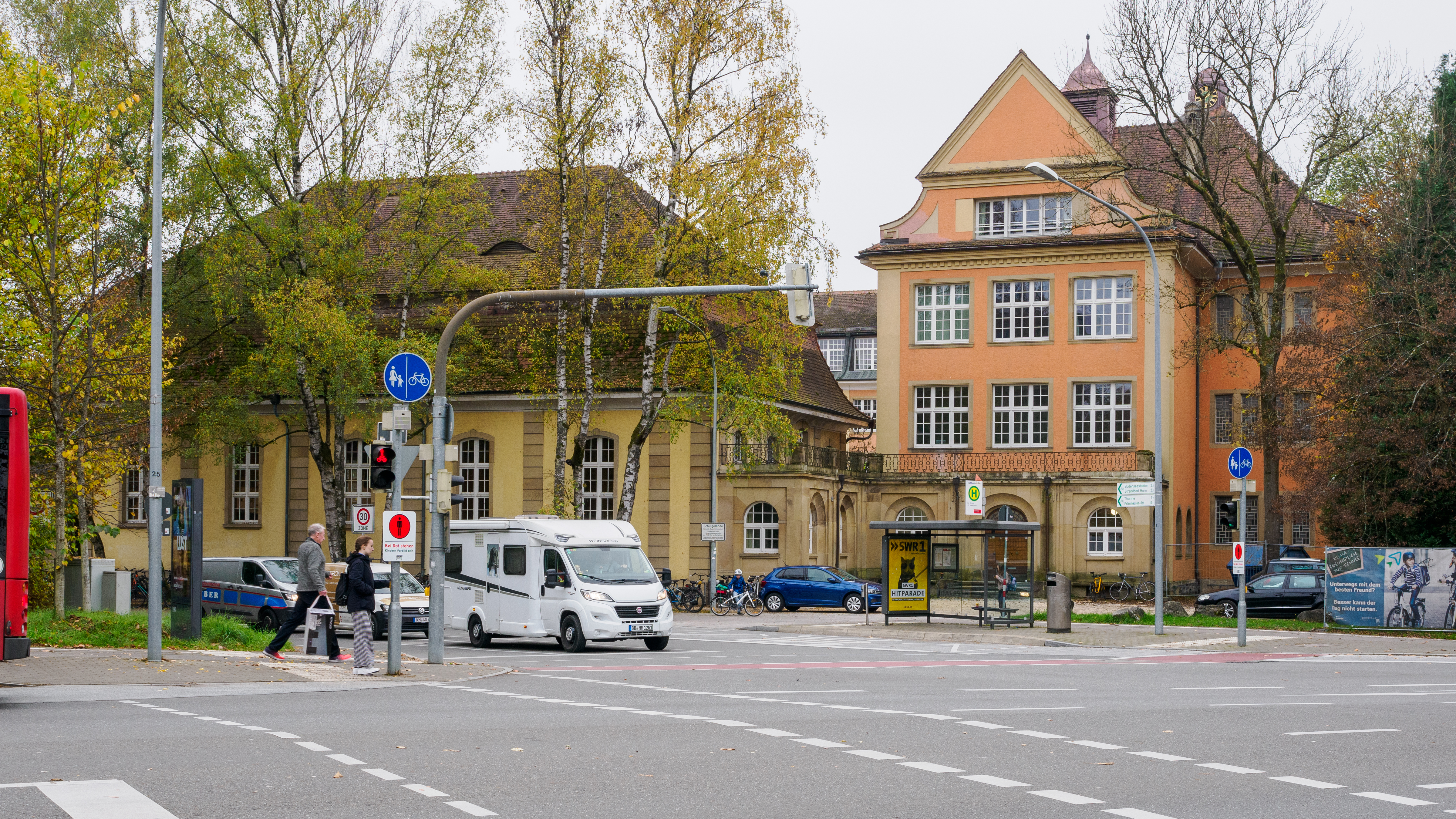
Ansicht Eichhornstrasse

1834 kam zusätzlich die „Höhere Bürgerschule“ (neusprachlich-mathematisch) hinzu. Lehrer beider Schulen unterrichteten hier gemeinsam. 1848 wurde die Bürgerschule (heute Alexander-von-Humboldt-Gymnasium) selbstständig. Nicht wenige Lehrer zogen 1849 zusammen mit älteren Schülern unter Friedrich Hecker in die badische Revolution. Die Schule verzichtete wegen der „unheilvollen Ereignisse“ auf Prüfungen.
Seit 1864 besuchten die Zöglinge des Konradihauses als erzbischöfliches Konvikt das Gymnasium (Ausbildung katholischer Priester). Der Einzugsbereich reichte nun bis in den Schwarzwald und Hegau. Oft waren 30–50 % einer Klasse Zöglinge des Konvikts. Die Wiedereröffnung des Konradihauses nach dem „badischen Kulturkampf“ fand 1886 statt. Man verzeichnete 39 Abiturienten, davon studierten anschließend 18 Theologie, 7 Medizin, 3 Cameralwissenschaft, 6 gingen zum Militär.

### 20. und 21. Jahrhundert
Im Jahr 1901 bestand die erste Schülerin die Aufnahmeprüfung, 1905 waren bereits 6 Mädchen unter den Schülern.
1903 besuchten etwa 370 Schüler die Schule. Die Gymnasiumskirche St. Konrad (heute Christuskirche) wurde 1904 den Altkatholiken übergeben. Der Umzug in das jetzige Gebäude in der Neuhauser Straße 1 fand in den Jahren 1910/1911 statt. Nach den Aufzeichnungen von 1919 waren von insgesamt 182 Kriegsteilnehmern 47 Schüler und 3 Lehrer gefallen, es gab Stützkurse für Heimkehrer.
Nach der Machtübernahme der Nationalsozialisten im Jahr 1933 protestierte Hermann Venedey schriftlich gegen das Hissen der Hakenkreuzfahne und verließ den Schuldienst. Ab 1934 mussten die Klassenlehrer die HJ- bzw. BDM-Zugehörigkeit der Schüler überprüfen. Seit 1940 wurde das Schulgebäude größtenteils als Lazarett genutzt. Viele Lehrer und Schüler wurden zum Kriegsdienst einberufen und an die Westfront versetzt. Der Einmarsch der Franzosen in Konstanz erfolgte 1945.
Im Jahre 1948 erfolgte die Namensgebung nach Heinrich Seuse bzw. Suso, um den Wert der „Herzensbildung“ im Nachkriegsdeutschland zu betonen. Ein anderes berühmtes Kind der Stadt Konstanz, der Rechtsgelehrte Ulrich Zasius, stand ebenfalls als Namensgeber zur Debatte.
1951 besuchten 400 Schüler die Schule und zahlten volles Schulgeld von 200 DM. Jedoch erhielten 168 Schüler Unterstützung durch eine Geschwisterermäßigung und 143 eine Begabtenförderung. Von 51 Schülern bestanden nur 40 die Oberstufenprüfung, die 1952 abgeschafft wurde.
1973 war die Zahl der Schüler auf 567 angestiegen (im Verhältnis 359:208). In der Oberstufe waren 3 Klassen naturwissenschaftlich, 4 Klassen sprachlich (Sprachlabors seit 1971) ausgerichtet. Die Schulkonferenz beschloss 1985 eine Wahlmöglichkeit zwischen Griechisch und Französisch ab der 9. Schulstufe. Hebräisch entfiel bis 1995.
2002 kam es zur „Reform der Reform“ der Oberstufe. Leistungskurse wurden teilweise abgeschafft, dafür wurden Neigungsfächer für 4 Stunden pro Woche eingerichtet sowie weitere mündliche Abitur-Prüfungsfächer. Zum 400-Jahr-Jubiläum im Jahre 2004 verzeichnete man etwa 700 Schüler. 2011 fand das 100-jährige Schulhausjubiläum statt. Die Schülersprecher wurden 2013 erstmals durch die gesamte Schülerschaft gewählt.

## Bibliothek
In der Bibliothek (Jesuitenbibliothek) von 1604 werden Bücher aus vier Jahrhunderten aufbewahrt, darunter Handschriften. Sie ist für Wissenschaftler über die Fernleihe der Universitätsbibliothek Konstanz sowie für Lehrer und Schüler des Heinrich-Suso-Gymnasiums zugänglich. Der Anfangsbestand von 300 Büchern stammt aus dem Nachlass des Konstanzer Domherrn und Generalvikars Theodorich Greiss. Die Bibliothek umfasst 24.500 Bände, davon knapp die Hälfte aus dem Bestand des früheren Jesuitenklosters (Stand 2016).

## Bekannte Schüler

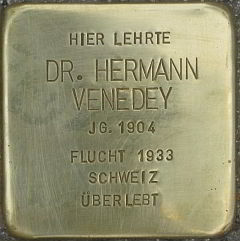
Stolperstein für Hermann Venedey, der 1933 gegen das Hissen der Hakenkreuzfahne protestierte

### 17. Jahrhundert
- Maximilian von Hohenzollern-Sigmaringen (1636–1689), Fürst von Hohenzollern-Sigmaringen
- Marquard Rudolf von Rodt (1644–1704), Bischof von Konstanz
- Rupert von Bodman (1646–1728), Fürstabt von Kempten
- Johannes Wolfgang von Bodman (1651–1691), Weihbischof von Konstanz

### 18. Jahrhundert
- Franz Anton Mesmer (1734–1815), Arzt, Begründer des Mesmerismus
- Josef Johann Nepomuk Pehem (1740–1799), Kirchenrechtler und Hochschullehrer
- Basilius Meggle (1754–1830), Benediktiner, Philosoph, Priester und Dichter
- Marcus Fidelis Jaeck (1768–1845), katholischer Theologe und Geistlicher
- Hermann von Vicari (1773–1868), Erzbischof von Freiburg

### 19. Jahrhundert
- Joseph Fidel Wieland (1797–1852), Arzt und Politiker
- Fidelis Haiz (1801–1872), katholischer Theologe und Geistlicher
- Joseph Kössing (1804–1891), katholischer Theologe und Geistlicher
- Joseph König (1819–1900), Theologe und Historiker
- Friedrich Kössing (1825–1894), römisch-katholischer Theologe, Geistlicher und Hochschullehrer
- Gustav Adolf Poinsignon (1836– 1900), Offizier, Historiker und Archivar
- Fridolin Honold (1837–1900), katholischer Priester[7]
- Theodor Martin (1839–1906), Monsignore, fürstlich fürstenbergischer Hofkaplan und Historiker
- Gideon Spicker (1840–1912), Religionsphilosoph
- Joseph Stöckle (1844–1893), Gymnasiallehrer
- Roderich Straub (1847–1925), Landeskommissär in Baden
- Otto Leiner (1856–1931), Apotheker, Museumsleiter und Archivar
- Edgar Steiger (1858–1919), Schriftsteller und Journalist
- Conrad Gröber (1872–1948), Erzbischof von Freiburg
- Emanuel von Bodman (1874–1946), Schriftsteller und Dichter
- Karl Flesch (1874–1945), Arzt, neulateinischer Dichter, Ehrenbürger von Reichenau
- Wilhelm von Scholz (1874–1969), Schriftsteller
- Reinhard Piper (1879–1953), Verleger
- Augustin Bea (1881–1968), Kardinal
- Günther Dehn (1882–1970), Theologe
- Reinhard Demoll (1882–1960), Zoologe
- Karl Moll (1884–1936), Bürgermeister von Meersburg
- Max Josef Metzger (1887–1944; hingerichtet im Zuchthaus Brandenburg), katholischer Priester
- Wilhelm Martens (Richter) (1889–1974), Oberlandesgerichtspräsident
- Martin Heidegger (1889–1976), Philosoph
- Bruno Leiner (1890–1954), Apotheker, Kommunalpolitiker und Leiter des Rosgartenmuseums
- Paul Motz (1891–1977), Architekt und Denkmalpfleger
- Ludwig-Wilhelm Ries (1891–1974), Agrarwissenschaftler
- Albert Leo Schlageter (1894–1923), rechtsextremer Aktivist

### 20. Jahrhundert
- Barbara Auer (* 1959), Schauspielerin
- Andreas Beck (* 1948), Arzt und Autor
- Arnd Brummer (* 1957), Chefredakteur der Zeitschrift Chrismon
- Guntram Brummer (1937–2021), Universalgelehrter und Kulturamtsleiter von Überlingen
- Oswald Burger (* 1949), Lehrer, Kommunalpolitiker und Historiker
- Peter Derschka (1949–2023), Unternehmer, Wirtschaftspublizist und Maler
- Horst Frank (* 1949), Oberbürgermeister der Stadt Konstanz
- Karl Gnädinger (1905–1995), Weihbischof im Erzbistum Freiburg
- Konrad Hecht (1918–1980), Bauforscher, Architekturhistoriker
- Eugen Hiestand (1901–1940), Ordenspriester, Märtyrer
- Horst Indlekofer (* 1941), Hochschullehrer an der RWTH
- Karl-Heinz Indlekofer (* 1943), Mathematiker und Hochschullehrer an der Universität Paderborn
- Ulrich Leiner (1921–1994), Apotheker, Kommunalpolitiker und Redakteur
- Heinrich Löffler (* 1938), Germanist
- Thomas Paulsen (* 1959), Altphilologe
- Fritz Sturm (1929–2015), Rechtswissenschaftler
- Bernhard Zimmermann (* 1955), Professor für Gräzistik an der Universität Freiburg

#### Seit 1960
- Wolfgang Zimmermann (* 1960), Leiter des Generallandesarchivs Karlsruhe
- Konradin Leiner (1965–1996), Autor, Philosoph
- Patrick Manzecchi (* 1969), Jazz-Schlagzeuger
- Nicolas Pethes (* 1970), Literaturwissenschaftler
- Ulrich Burchardt (* 1971), Oberbürgermeister der Stadt Konstanz
- Stephan Moebius (* 1973), Soziologe und Kulturwissenschaftler
- Marc Oliver Rieger (* 1974), Mathematiker und Wirtschaftswissenschaftler
- Notker Baumann (* 1975), Theologe und Kirchenhistoriker
- Catherina Ruffing-Bernadotte (* 1977), Landschaftsarchitektin
- Zeno Danner (* 1978), Landrat des Landkreises Konstanz
- Otto Ruppaner (* 1982), parteiloser Politiker
- Benjamin Baier (* 1986), Poolbillardspieler

## Bekannte Lehrer
- Johann Baptist Weiß (1753–1800), Benediktiner, Theologe, 1794–1800 Präfekt
- Josef Jakob Dambacher (1794–1868), Archivar, Gymnasialprofessor und Illustrator
- Friedrich Eiselein (1829–1900), Altphilologe und Historiker, 1860–1889 Gymnasialprofessor
- Ferdinand Haug (1837–1925), Altphilologe und Archäologe, 1876–1881 Direktor
- Gebhard Gagg (1838–1921), Maler, Lithograf und Fotograf, 1869–1912 Zeichenlehrer
- Philipp Ruppert (1842–1900), Altphilologe und Historiker
- Otto Kimmig (1858–1913), Altphilologe und Schriftsteller, 1889 Professor, 1907–1912 Rektor[8]
- Josef Hecht (1882–1956), Architekturhistoriker und Denkmalpfleger, 1940–1941 Studienrat
- Willy Andreas (1884–1967), Historiker, 1908 Lehramtspraktikant
- Theodor Humpert (1889–1968), Historiker
- Emil Müller-Ettikon (1911–1985), Schriftsteller und Heimatforscher, 1939 Studienreferendar
- Wilhelm „Willi“ Friedrich Stadel (1912–1999), Olympiasieger im Mannschaftswettkampf Turnen bei den Olympischen Spielen 1936 in Berlin
- Hermann Knittel (* 1935), Altphilologe, 1987–1997 Rektor

### Allgemein
- Conrad Gröber: Geschichte des Jesuitenkollegs und -Gymnasiums in Konstanz. Konstanz: Verlag A. Streicher, 1904.
- Jubiläums-Schrift zur Feier des dreihundertjährigen Bestehens des Lyzeums und Gymnasiums zu Konstanz. Cosmographia 1604–1904. 18. October (Beiträge zur Geschichte des Gymnasiums). Konstanz: Stadler Verlag, 1904.
- Theodor Humpert (Hrsg.): Heinrich-Suso-Gymnasium Konstanz, Jubiläumsschrift zur Feier des 350-jährigen Bestehens – 16., 17. und 18. Oktober 1954. Konstanz: Direktion des Heinrich-Suso-Gymnasiums, 1954.
- Helmut Maurer: Martin Heidegger als Mitschüler. In: Ernst Ziegler (Hrsg.): Kunst und Kultur um den Bodensee. Zehn Jahre Museum Langenargen. Festgabe für Eduard Hindelang. Thorbecke, Sigmaringen, 1986, ISBN 3-7995-4099-7, S. 343–361.
- Andreas Beck: Des Seligen Suso unheilige Schüler: Konstanzer Geschichten aus der Schulzeit. Konstanz: Clio-Verlag, 2003, ISBN 3-00-011946-9.
- Heinrich-Suso-Gymnasium, Konstanz (Hrsg.): 400 Jahre Heinrich-Suso-Gymnasium Konstanz 1604–2004. Konzeption, Text- und Bildredaktion: Wilfried Danner und Ulrich Zeller. Bad Buchau: Federsee-Verlag, 2004, 367 S., ISBN 3-925171-55-X.

### Zur Bibliothek des Gymnasiums
- Otto Kunzer: Katalog der Grossherzoglichen Gymnasiumsbibliothek zu Konstanz. Konstanz: Stadler Verlag, 1893.
- Wilhelm Martens: Erster Nachtrag zum Katalog der Grossherzoglichen Gymnasiumsbibliothek zu Konstanz (Zuwachs der Bibliothek von 1893 bis 1902). Konstanz: Stadler Verlag 1902.
- Eugen Linden: Zweiter Nachtrag zum Katalog der Grossherzoglichen Gymnasiumsbibliothek zu Konstanz (Zuwachs der Bibliothek von 1903 bis 1925). Konstanz: Oberbadische Verlagsanstalt 1926.
- Ulrich Zeller (Text- u. Bildredaktion): 400 Jahre Suso-Bibliothek: 1604–2004; hrsg. vom Heinrich-Suso-Gymnasium. Bad Buchau: Federsee-Verlag, 2004, ISBN 3-925171-59-2.